# Kabeala
Das Kabeala ist ein Schwert aus Indonesien.

## Beschreibung
Das Kabeala hat eine gerade, einschneidige, bauchige, schwere Klinge. Die Klinge wird vom Heft zum Ort breiter. Der Klingenrücken ist leicht gebogen. Der Ort ist schräg abgeschnitten oder verläuft abgerundet. Die Schneidenseite ist im Ortbereich bauchig gearbeitet, um den Schwerpunkt der Klinge nach vorn zu legen. Der Klingenrücken ist kürzer als die Schneide. Das Heft besteht in der Regel aus Holz oder Horn und ist am Knauf abgebogen und hufförmig gearbeitet. Manche Versionen haben eine am Knauf metallene Zwinge, die zu einer besseren Befestigung zwischen Klinge und Heft dient. Die Scheiden bestehen aus Holz, sind zweiteilig und zur besseren Befestigung mit Rattanschnüren umwickelt. Der Ortbereich ist abgerundet und im Scheidenmundbereich ist eine Verbreiterung ausgeschnitzt, die zur Schneidenseite hin überhängt. Das Kabeala wird von Ethnien in Indonesien benutzt.